# (27689) 1981 EU25
A (27689) 1981 EU25 a Naprendszer kisbolygóövében található aszteroida. Schelte J. Bus fedezte fel 1981. március 2-án.